# Saint-Julien-du-Pinet
 Saint-Julien-du-Pinet  es una población y comuna francesa, situada en la región de Auvernia, departamento de Alto Loira, en el distrito de Yssingeaux y cantón de Yssingeaux.

## Demografía
| 474 | 437 | 336 | 301 | 301 | 345 |
| Para los censos de 1962 a 1999 la población legal corresponde a la población sin duplicidades (Fuente: INSEE [Consultar]) |     |     |     |     |     |